# Funció lineal definida a trossos

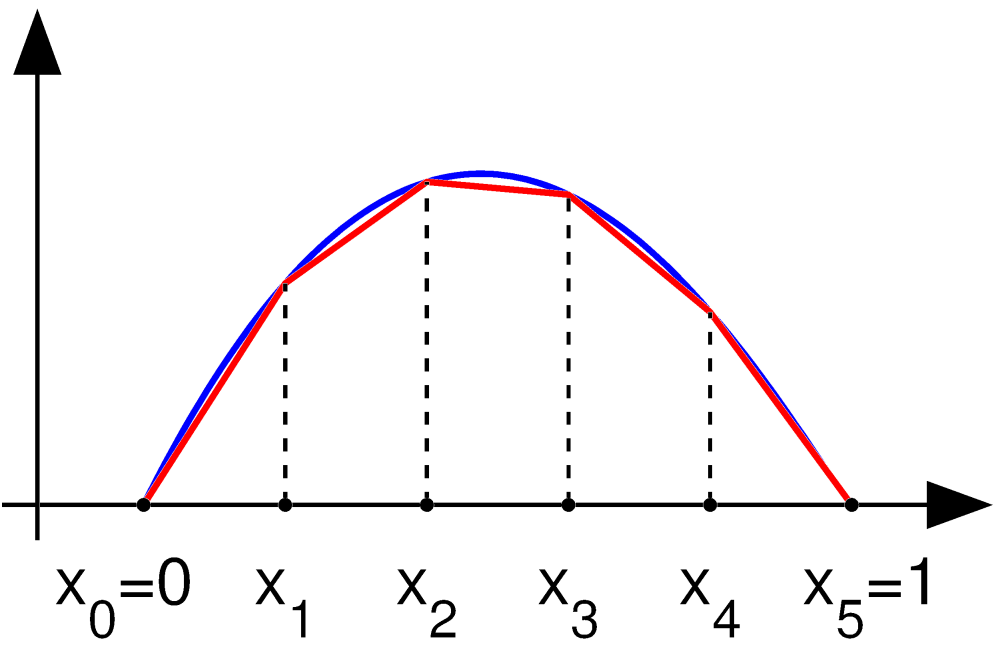
Una funció (en blau) i una aproximació lineal a trossos d'aquesta funció (en vermell).

Una funció lineal a trossos en dues dimensions (dalt) i els polítops convexes sobre els quals aquesta funció és lineal (a baix).

En les matemàtiques, una funció lineal definida a trossos
{\displaystyle f:\Omega \to V\,},
on V és un espai vectorial i {\displaystyle \Omega } és un subconjunt d'un espai vectorial, és una funció on és possible trobar una descomposició de {\displaystyle \Omega } en un conjunt finit de polítops convexos de manera que f sigui igual a una funció lineal en cadascun d'aquests polítops.
Un cas particular important és quan f és una funció real en un interval {\displaystyle [x_{1},x_{2}]}. En aquest cas f és lineal a trossos si i només si l'interval {\displaystyle [x_{1},x_{2}]} es pot particionar en un conjunt finit de subintervals de manera que sobre cadascun dels intervals I, f és igual a una funció lineal 
f(x) = aIx + bI.
La funció valor absolut és un exemple de funció lineal a trossos. Les funcions part entera, ona dent de serra i ona quadrada són altres exemples d'aquest tipus de funcions.
Entre les subclasses de les funcions lineals a trossos cal esmentar les funcions contínues lineals a trossos i les funcions convexes lineals a trossos.